# 무라야마 미노루
무라야마 미노루(일본어: 村山 実, 1936년 12월 10일 ~ 1998년 8월 22일)는 일본의 전 프로 야구 선수이자 야구 지도자, 야구 해설가·평론가이다.
효고현 고베시에서 태어나 아마가사키시에서 자랐으며 현역 시절 센트럴 리그 팀인 한신 타이거스에서 우완 투수로 활약, 1963년에는 무라야마 마사시(村山 昌史)로 이름을 고쳤다. 은퇴 이후 친정팀인 한신 타이거스의 감독을 두 번이나 역임했다. 온 몸을 사용하는 ‘자토페크식 투구법’(ザトペック投法)으로 유명하며, 두 번째 ‘미스터 타이거스’라고 불린다.

## 인물

### 프로 입단 전
지금의 아마가사키 시립 아마가사키 산업고등학교에 해당하는 스미토모 공업고등학교에서 대학 야구를 준비하였으며, 릿쿄 대학에 후보 선수로 지명을 받았지만 다른 선수들에 비해 키가 작다는 이유로 떨어졌다. 그 후 간사이 대학 상학부 상학과로 진학하였고 나중에 한큐 브레이브스 → 오릭스 브레이브스와 닛폰햄 파이터스의 감독을 역임한 포수 우에다 도시하루와 배터리를 짰다. 간사이 6개 대학 리그에서 통산 42경기에 등판하여 20승 10패, 평균자책점 0.91을 기록하고, 222개의 탈삼진을 기록했다. 2학년 때에는 전일본 대학 야구 선수권 대회에 출전하여 등판한 모든 경기에서 완투하였고 간사이 대학은 우승을 거두었는데 간사이 대학의 승리는 서일본 지역 대학이 전일본 대학 야구 선수권 대회에서 처음으로 우승한 기록으로 남게 되었다. 그러나 이듬해 대회에서는 갑작스런 간염으로 마운드에 오르지 못하면서 간사이 대학은 무라야마 자신을 떨어뜨렸던 릿쿄 대학에게 패했다.
1958년 한신 전기 철도에 입사하여 업무 이관의 형태로 오사카 타이거스(1961년부터 한신 타이거스, 이하 한신)에 입단했다. 이 때 요미우리 자이언츠에서 한신이 제시한 계약금의 4배에 달하는 2,000만 엔의 계약금을 제시했지만 대학 시절에 어깨를 다친 부분의 문제가 언제 다시 생길지 모른다는 점 때문에 전력 투구를 하기 힘들다는 것을 고려한 무라야마는 결국 한신을 택한다. 이듬해인 1959년 3월에는 간사이 대학을 졸업하였다.

### 프로 선수 시절
프로 야구에서의 첫 등판은 1959년 3월 2일, 한신 고시엔 구장에서 열린 요미우리 자이언츠와의 시범 경기였는데 이 날은 초대 ‘미스터 타이거스’로 불리던 후지무라 후미오의 은퇴 경기이기도 했다. 이 때 무라야마는 2이닝 동안 7명의 타자를 상대로 1개의 안타 만을 허용했다. 정규 경기의 등판은 같은 해 4월 14일, 고쿠테쓰 스왈로스와의 경기로 첫 선발 등판이기도 했다. 상대 선발 투수는 가네다 마사이치였다. 이 경기에서 무라야마는 6이닝 동안 1개의 안타도 허용하지 않았으며 그 뒤로도 2개의 안타만을 맞은 채 완봉승을 거두었다. 1959년 시즌에 무라야마는 18승(15선발승) 10패, 평균 자책점 1.19를 기록하여 최우수 평균 자책점 타이틀을 차지했고, 최고의 투수에게 주어지는 사와무라 에이지상도 받았다. 그러나 신인왕의 타이틀은 신인 신기록인 31개의 홈런을 기록하여 홈런왕 타이틀을 따냈던 구와타 다케시가 차지했다. 신인이면서 사와무라상을 받았지만 신인왕을 받지 못한 투수로는 무라야마가 유일하다.
한편, 대학 야구 생활 시절 릿쿄 대학에서 타자로 활약하던 나가시마 시게오와의 라이벌 관계가 형성되었다. 1959년 6월 25일의 천황 참관 시합에서 무라야마는 고야마 마사아키를 대신해 구원 등판하였는데 여기서 요미우리 자이언츠로 입단한 나가시마가 무라야마를 상대로 좌측 담장을 넘기는 결승 홈런을 쳐내게 된다. 그러나 파울 라인과 가깝게 넘어가 판정으로 홈런이 인정된 것이었기 때문에 무라야마는 죽을 때까지 “그 홈런은 원래 파울볼이었다”고 말했다고 한다. 무라야마는 이후 1966년 6월 8일 개인 통산 1,500개의 삼진을 잡은 기록, 그리고 1969년 8월 1일 개인 통산 2,000개의 삼진을 잡은 기록 모두 나가시마에게서 따냈으며 현역 기간 동안 무라야마와 나가시마 사이에는 302개의 타수 중 85개의 안타와 21개의 홈런(타율 2할 8푼 1리), 그리고 39개의 삼진이 기록되었다. 야구와 관련 없는 사생활에서도 무라야마는 나가시마를 의식했는데, 처음 산 집의 전화번호인 ‘3279’가 일본어로 “3(나가시마의 등번호) 때문에 운다” (일본어: 3（長嶋）に泣く 산니 나쿠[*])와 읽는 방법이 같다며 전화번호를 바꾸어달라고 한 적도 있었다. 하지만 두 선수 모두 은퇴한 이후에는 서로 화해하면서 막역한 사이가 되었다.
1962년에는 센트럴 리그 MVP 타이틀을 석권했지만 같은 해 도에이 플라이어스와의 일본 시리즈 2차전 경기에서 8회 1아웃까지 1명의 주자도 내보내지 않는 호투를 했지만 1962년 일본 시리즈 6차전 경기부터 1964년 일본 시리즈 7차전 경기까지 일본 시리즈에서만 5연패를 기록하기도 했다.
미일 올스타전에도 참가했는데, 1962년 11월 17일 디트로이트 타이거스와의 홈 경기에서 8회 2아웃까지 노히트 노런을 기록했지만 그 뒤로 2개의 안타를 허용해 완봉승으로 끝냈다. 미일 올스타전에서 일본인 투수가 완봉으로 승리를 거둔 것은 이 경기가 처음이다. 경기 후 디트로이트 타이거스의 감독이 무라야마에게 악수를 청한 뒤 “내년에는 우리 팀으로 오지 않으시겠습니까? 당신과 계약하고 싶습니다”라며 계약을 원하는 뜻을 건넸지만 영어를 배우지 못한 무라야마는 “고맙습니다, 감독님”(Thank you, Sir.)라고만 대답했는데 뒤에서 무슨 말을 했는지 알려달라는 소리를 듣고 쓴 웃음을 지었다고 한다.
1967년 즈음부터 오른팔의 혈행 장애가 심해지면서 에이스의 자리를 에나쓰 유타카에게 넘기고 1969년부터는 코치와 선수를 겸임한다. 이듬해 1970년에는 선수 직위를 유지한 채 감독으로 취임하였으며 같은 해 개인 통산 200승을 달성한다. 같은 해에 무라야마는 평균자책점 0.98을 기록하는데, 이는 투수의 규정 투구 이닝 이상을 기준으로 할 시 제2차 세계 대전 이후 일본에서 세워진 유일한 0점대 평균 자책점 기록이다.
1972년 시즌 끝으로 선수 생활을 은퇴했고, 감독 자리도 4월 21일에 수석 코치 가네다 마사야스에게 넘겼다. 1973년 3월 요미우리를 상대로 한 은퇴 경기에서 무라야마는 에나쓰의 선창에 맞추어 투수진들이 만든 기마에 업혀 럭키 존의 불펜에서 마운드까지 올라와 등판해 오 사다하루와 다카다 시게루에게 포크볼을 던져 삼진을 잡아낸다. 당시 나가시마는 발열로 경기에 참가하지 못했다. 무라야마는 포수 다부치 고이치에게 “오늘은 눈물로 앞이 잘 안 보이니 포크볼만 던지겠네”라고 말한 뒤, 말한 대로 포크볼만 던졌다. 다부치가 “무라야마 씨, 아직 뛸 수 있겠네요! 오늘 던진 포크볼, 최고였어요”라고 말하자, 무라야마는 눈시울을 붉혔다. 이 경기에 인사 온 여배우 나니와 지에코도 무라야마에게 격려의 말을 남겼다. 이 경기 이후 무라야마의 등번호 11번은 한신의 영구 결번이 되었다.
통산 222승(177선발승)은 대졸 출신의 투수로서는 팀의 대선배인 와카바야시 다다시가 세운 이후의 최다승 기록이며(한신의 투수 승리수의 기록에서도 와카바야시에 뒤를 이은 2위) 통산 평균자책점 2.09는 센트럴 리그의 기록이기도 하다.

### 그 후
1973년부터 1987년까지는 닛폰 TV 방송망의 닛폰 TV, 요미우리 TV 방송, 히로시마 TV 방송 등에서 야구 해설자를 지냈다. 1978년 7월 24일에는 가네다 마사이치가 발족한 일본 프로 야구 명구회에 가입했다. 대학을 졸업한 프로 선수로서 200승 이상을 거둔 명구회 회원은 무라야마(통산 222승) 뿐이다.
1988년부터 1989년까지 다시 한신의 감독을 맡았으며, 등번호는 자신의 영구 결번 11번을 사용했다. 오노 히사시, 와다 유타카, 나카노 사토루 등 데뷔한 지 얼마 안 되었던 젊은 선수들을 ‘소년대’라는 이름으로 집중적으로 앞세워 주목을 받았지만 각각 6위, 5위의 저조한 성적을 거둔 채 물러났다. 감독 재임 중에 프런트에게 신인선수 지명 회의에서 리쓰메이칸 대학 출신의 포수 후루타 아쓰야(나중에 야쿠르트 스왈로스로 이적)를 잡아야 한다고 주장했지만, 후루타가 안경을 쓰고 있다는 이유로 프런트는 그것을 거부했다. 또, 주력 선수였던 마유미 아키노부는 마유미의 고향 후쿠오카현을 연고로 하던 후쿠오카 다이에 호크스로 트레이드될 예정이었지만 무라야마는 이를 적극 저지해낸다.
한신 감독에서 물러난 이듬해 1990년부터는 아사히 방송의 야구 해설위원으로 발탁되어 다시 해설자로 활동했고 1993년에는 일본 야구 명예의 전당에 헌액되었다. 현역 시절부터 사업가의 자질에 뛰어날 정도였던 무라야마 본인은 아시야시에 있는 맨션을 구입해 자신의 회사로 사용했다는 에피소드가 있었다. 그 자택 맨션은 1995년에 한신·아와지 대지진으로 피해를 입으면서 당분간 자가용으로 숙박하는 생활을 하고 있었다. 그 후 직장암으로 투병생활을 하다가 1998년 8월 22일에 향년 61세의 나이로 사망했다.

## 상세 정보

### 출신 학교
- 스미토모 공업고등학교
- 간사이 대학

### 선수 경력
- 오사카 타이거스·한신 타이거스(1959년 ~ 1972년)

### 지도자·기타 경력
- 한신 타이거스 감독(1970년 ~ 1972년, 1988년 ~ 1989년) ※1970년 ~ 1972년에는 선수 겸임.
- 닛폰 TV·요미우리 TV 방송·히로시마 TV 방송 야구 해설위원(1973년 ~ 1987년)
- 아사히 방송 야구 해설위원(1990년 ~ 1998년)

### 수상·타이틀 경력

#### 타이틀
- 다승왕 : 2회(1965년, 1966년)(모두 20선발승 이상)(1965년 23선발승, 1966년 22선발승)
- 최우수 평균 자책점 : 3회(1959년, 1962년, 1970년)
- 최다 탈삼진(당시는 타이틀은 아님) : 2회(1965년, 1966년) ※센트럴 리그에서는 1991년부터 타이틀로 제정됨.
- 최고 승률 : 1회(1970년)

#### 수상
- MVP : 1회(1962년)
- 사와무라 에이지상 : 3회(1959년, 1965년, 1966년)
- 베스트 나인 : 3회(1962년, 1965년, 1966년)
- 일본 야구 명예의 전당 헌액자(1993년)

### 개인 기록
- 시즌 최우수 평균 자책점 : 0.98(1970년, 센트럴 리그 기록)[7]
- 올스타전 출장 : 8회(1959년 ~ 1961년, 1964년 ~ 1967년, 1969년)

### 등번호
- 11(1959년 ~ 1972년, 1988년 ~ 1989년) ※한신 타이거스의 영구 결번.

### 등록명
- 村山 実(1959년 ~ 1963년 5월 21일, 1964년 ~ )
- 村山 昌史(1963년 5월 22일 ~ 1963년 시즌 종료)

### 연도별 투수 성적
| 연 도       | 소 속        | 등 판 | 선 발 | 완 투 | 완 봉 | 무 4 구 | 승 리 | 패 전 | 세 이 브 | 홀 드 | 승 률 | 타 자 | 이 닝  | 피 안 타 | 피 홈 런 | 볼 넷 | 고 4 | 몸 맞 | 탈 삼 진 | 폭 투 | 보 크 | 실 점 | 자 책 점 | 평 자 책 | W H I P |
| ----------- | ------------ | ----- | ----- | ----- | ----- | ------- | ----- | ----- | -------- | ----- | ----- | ----- | ------ | -------- | -------- | ----- | ---- | ----- | -------- | ----- | ----- | ----- | -------- | -------- | ------- |
| 1959년      | 오사카· 한신 | 54    | 26    | 19    | 7     | 2       | 18    | 10    | --       | --    | .643  | 1079  | 295.1  | 165      | 15       | 56    | 2    | 5     | 294      | 0     | 1     | 45    | 39       | 1.19     | 0.75    |
| 1960년      | 오사카· 한신 | 36    | 18    | 7     | 1     | 0       | 8     | 15    | --       | --    | .348  | 665   | 167.2  | 116      | 12       | 48    | 7    | 3     | 153      | 2     | 0     | 62    | 47       | 2.52     | 0.98    |
| 1961년      | 오사카· 한신 | 48    | 31    | 18    | 3     | 1       | 24    | 13    | --       | --    | .649  | 1148  | 293.0  | 238      | 16       | 62    | 9    | 7     | 221      | 4     | 1     | 81    | 74       | 2.27     | 1.02    |
| 1962년      | 오사카· 한신 | 57    | 38    | 23    | 6     | 7       | 25    | 14    | --       | --    | .641  | 1386  | 366.1  | 261      | 17       | 55    | 8    | 5     | 265      | 1     | 0     | 62    | 49       | 1.20     | 0.86    |
| 1963년      | 오사카· 한신 | 28    | 16    | 10    | 2     | 0       | 11    | 10    | --       | --    | .524  | 640   | 158.1  | 126      | 16       | 48    | 1    | 1     | 121      | 1     | 1     | 59    | 49       | 2.79     | 1.10    |
| 1964년      | 오사카· 한신 | 46    | 33    | 17    | 5     | 2       | 22    | 18    | --       | --    | .550  | 1043  | 255.0  | 227      | 27       | 80    | 7    | 5     | 159      | 2     | 0     | 102   | 94       | 3.32     | 1.20    |
| 1965년      | 오사카· 한신 | 39    | 37    | 26    | 11    | 4       | 25    | 13    | --       | --    | .658  | 1165  | 307.2  | 221      | 17       | 52    | 5    | 4     | 205      | 0     | 0     | 72    | 67       | 1.96     | 0.89    |
| 1966년      | 오사카· 한신 | 38    | 32    | 24    | 8     | 9       | 24    | 9     | --       | --    | .727  | 1102  | 290.1  | 194      | 16       | 52    | 3    | 4     | 207      | 1     | 0     | 58    | 50       | 1.55     | 0.85    |
| 1967년      | 오사카· 한신 | 30    | 25    | 9     | 3     | 2       | 13    | 9     | --       | --    | .591  | 709   | 180.1  | 141      | 20       | 42    | 3    | 1     | 126      | 2     | 0     | 62    | 56       | 2.79     | 1.01    |
| 1968년      | 오사카· 한신 | 32    | 24    | 14    | 1     | 0       | 15    | 8     | --       | --    | .652  | 784   | 198.0  | 169      | 13       | 39    | 3    | 7     | 152      | 2     | 0     | 66    | 60       | 2.73     | 1.05    |
| 1969년      | 오사카· 한신 | 35    | 26    | 11    | 1     | 2       | 12    | 14    | --       | --    | .462  | 842   | 214.2  | 180      | 19       | 38    | 2    | 7     | 160      | 0     | 0     | 58    | 48       | 2.01     | 1.02    |
| 1970년      | 오사카· 한신 | 25    | 19    | 7     | 5     | 1       | 14    | 3     | --       | --    | .824  | 573   | 156.0  | 85       | 7        | 34    | 6    | 3     | 118      | 0     | 0     | 18    | 17       | 0.98     | 0.76    |
| 1971년      | 오사카· 한신 | 19    | 10    | 4     | 2     | 1       | 7     | 5     | --       | --    | .583  | 325   | 83.0   | 70       | 6        | 15    | 1    | 3     | 45       | 0     | 0     | 26    | 25       | 2.71     | 1.02    |
| 1972년      | 오사카· 한신 | 22    | 13    | 3     | 0     | 1       | 4     | 6     | --       | --    | .400  | 340   | 84.2   | 78       | 8        | 18    | 3    | 2     | 45       | 1     | 0     | 36    | 34       | 3.61     | 1.13    |
| 통산 : 14년 | 통산 : 14년  | 509   | 348   | 192   | 55    | 32      | 222   | 147   | --       | --    | .602  | 11801 | 3050.1 | 2271     | 209      | 639   | 60   | 57    | 2271     | 16    | 3     | 807   | 709      | 2.09     | 0.95    |

- 굵은 글씨는 시즌 최고 성적.
- 오사카(오사카 타이거스)는 1961년에 한신(한신 타이거스)으로 구단명을 변경.

### 감독으로서의 팀 성적
| 연도       | 소속       | 순위       | 경기 | 승리 | 패전 | 무승부 | 승률 | 승차                         | 팀 홈런                      | 팀 타율                      | 팀 평균자책점                | 연령                         |
| ---------- | ---------- | ---------- | ---- | ---- | ---- | ------ | ---- | ---------------------------- | ---------------------------- | ---------------------------- | ---------------------------- | ---------------------------- |
| 1970년     | 한신       | 2위        | 130  | 77   | 49   | 4      | .611 | 2                            | 110                          | .245                         | 2.36                         | 34세                         |
| 1971년     | 한신       | 5위        | 130  | 57   | 64   | 9      | .471 | 12.5                         | 101                          | .220                         | 2.76                         | 35세                         |
| 1972년     | 한신       | 2위        | 130  | 71   | 56   | 3      | .559 | 3.5                          | 125                          | .239                         | 3.00                         | 36세                         |
| 1988년     | 한신       | 6위        | 130  | 51   | 77   | 2      | .398 | 29.5                         | 82                           | .248                         | 3.82                         | 52세                         |
| 1989년     | 한신       | 5위        | 130  | 54   | 75   | 1      | .419 | 30.5                         | 135                          | .257                         | 4.15                         | 53세                         |
| 통산 : 5년 | 통산 : 5년 | 통산 : 5년 | 528  | 241  | 271  | 16     | .471 | A클래스 : 2회, B클래스 : 3회 | A클래스 : 2회, B클래스 : 3회 | A클래스 : 2회, B클래스 : 3회 | A클래스 : 2회, B클래스 : 3회 | A클래스 : 2회, B클래스 : 3회 |

1. 1970년부터 1996년까지는 130경기제.
2. 1972년에는 선수(투수) 생활 전념을 위해 4월 21일부터 지휘봉을 반납,[8] 감독 대행은 가네다 마사야스
3. 통산 성적은 실제로 지휘했던 경기 성적을 합산.

## 저서
- 《등번호 11번과의 결별》(고분샤, 1973년)